# Термофор
Термофор — российский производитель банных печей, отопительных воздухогрейных котлов и печей, портативных печей и каминов.
Компания «Термофор» (ООО) создана в 2003 году. Штаб-квартира и производственная площадка расположены в городе Новосибирске. Гендиректор компании (2021) — Паньшин Александр Григорьевич. Одним из основателей компании был конструктор печей Бессонов К. Е., позднее покинувший компанию.

## Продукция
Компания производит отопительные печи (для дома или дачи), печи для бани (дровяные), портативные печи, твердотопливные и газовые водогрейные котлы.

## Бренд
«Термофор» в переводе с греческого означает «несущий тепло» («термо» — тепло, «форос» — несущий). «Термофор», «Termofor», а также графическое изображение являются зарегистрированными товарными знаками.